# Municipalidade Regional de York

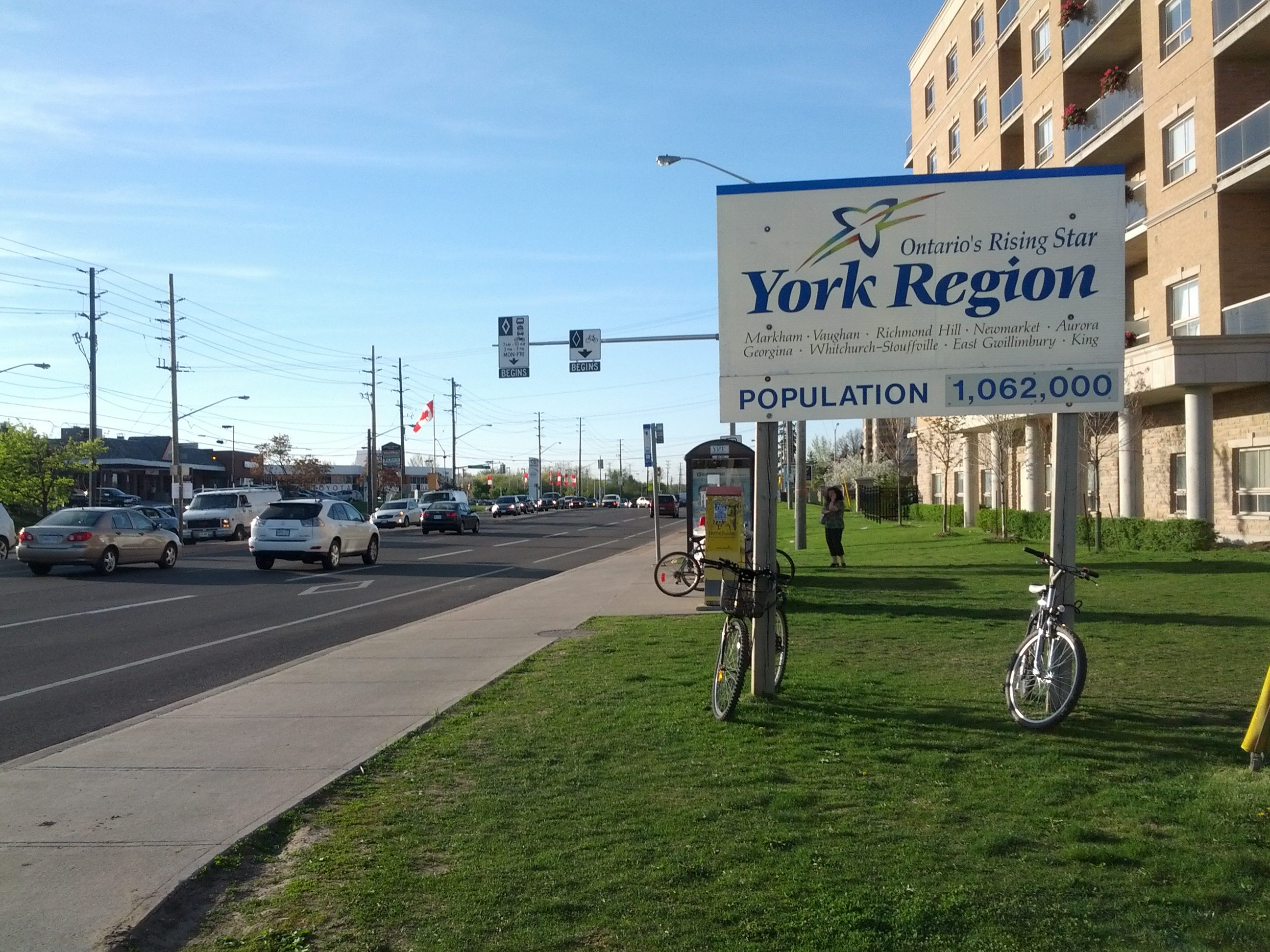
Placa de York.

A Municipalidade Regional de York é uma subdivisão administrativa da província canadense de Ontário. Localiza-se ao norte da cidade de Toronto. Incorpora a cidade primária de Vaughan, as cidades secundárias de Aurora, East Gwillimbury, Georgina, Markham, Newmarket, Richmond Hill, Whitchurch-Stouffville e a Municipalidade de King. Possui uma área de 1 761,64 km², uma população de 1.173.103 habitantes e uma densidade populacional de 414,0/km².
1. ↑  «Local Municipalities | York Region». www.york.ca (em inglês). 17 de fevereiro de 2022. Consultado em 21 de outubro de 2024
2. ↑  public.tableau.com https://public.tableau.com/app/profile/regional.municipality.of.york/viz/YorkRegion2021CensusProfile/Intro. Consultado em 21 de outubro de 2024 Em falta ou vazio |título= (ajuda)